# Коркунов, Андрей Николаевич
Андрей Николаевич Коркунов (род. 4 сентября 1962) — российский предприниматель, основатель шоколадной фабрики «А. Коркунов», вице-президент Общероссийской общественной организации малого и среднего предпринимательства «Опора России».

## Биография
Родился 4 сентября 1962 года в городе Алексин, Тульская область. В 1985 году окончил МЭИ.
В 1987—1991 годах — служил в Вооружённых силах, затем по распределению попал на Подольский электромеханический завод им. 50-летия Великого Октября, затем занимал различные посты в Коломенском бюро машиностроения.
После демобилизации пробовал себя в различных сферах бизнеса от продажи оргтехники до организации фирмы по пошиву джинсовой и спортивной одежды.
В 1993 году основывает компанию по импорту кондитерской продукции, выстраивая сеть дистрибьюторов в Москве и регионах России. В 1997 году компания начинает строительство собственного кондитерского производства. Проект строительства выполняет ОАО «Гражданпроект», г. Коломна. За 2 года в Одинцовском районе возводится новый комплекс по производству шоколадной продукции, оснащённый оборудованием из Италии и Германии. В сентябре 1999 года фабрика выпускает первую продукцию с торговой маркой «А. Коркунов», а рекламная кампания строится таким образом, что подчёркивается преемственность кондитерского производства якобы с царских времён. Этот приём использовался для возможности увеличения продаж. Изделия фабрики реализуются не только в России, но и в Германии, Канаде, США, Индии и Японии.
Лауреат национальной премии бизнес-репутации «Дарин» Российской Академии бизнеса и предпринимательства в 2004 г.
12 июля 2006 года Коркунов продал свой кондитерский бизнес вместе с одноимённым брендом американской компании Wrigley (через два года поглощённой корпорацией Mars), и занялся проектами недвижимости, а 22 декабря 2006 года избавился от кондитерской фабрики. В июле 2008 года вместе с партнёрами приобрёл казанский банк «Татэкобанк» и возглавил совет директоров этого банка.
21 августа 2009 года банк переименован в «Анкор. Банк сбережений».
В 2009 году Коркунов создаёт предприятие, принцип которого заимствован у других европейских стран и США — индивидуальное хранение. Проект назван МОБИУС (Мобильный Индивидуальный Универсальный Склад) и в декабре 2010 его презентовал в качестве нового бренда.
2 июня 2010 года Андрей Коркунов занял должность президента банка, а председателем совета директоров назначен Бречалов А. В.
В рейтинге высших руководителей — 2010 газеты «Коммерсантъ» занял I место в номинации «Производство потребительских товаров».
11 марта 2021 года Арбитражный суд города Москвы признал Андрея Николаевича Коркунова банкротом и запустил процесс реализации его имущества.